# 하동초등학교
하동초등학교는 대한민국 경상남도 하동군 하동읍 광평리에 있는 초등학교다.

## 학교 연혁
- 1907년 10월 3일 군립하동학교로 개설
- 1911년 4월 8일 하동공립보통학교 개편
- 1938년 4월 1일 하동읍내공립심상소학교로 개칭
- 1941년 4월 1일 하동읍내공립국민학교로 개칭
- 1947년 10월 3일 하동국민학교로 개칭
- 1996년 3월 1일 하동초등학교로 개칭
- 1999년 9월 1일 흥룡초등학교 통폐합
- 2007년 3월 1일 신기초등학교 통폐합
- 2019년 9월 1일 제24대 임종일 교장 부임
- 2020년 2월 12일 제108회 졸업 95명(졸업생 총 수 21,572명)
- 2020년 3월 1일 24학급 편성(일반 23학급, 특수 1학급)

## 참고 자료
- 하동초등학교 - 한국교육학술정보원 학교알리미